# PRORY
PRORY (англ. Proline rich, Y-linked) — білок, який кодується однойменним геном, розташованим у людей на довгому плечі Y-хромосоми. Довжина поліпептидного ланцюга білка становить 182 амінокислот, а молекулярна маса — 19 976.
| 10         |  | 20         |  | 30         |  | 40         |  | 50         |
| ---------- |  | ---------- |  | ---------- |  | ---------- |  | ---------- |
| MMRRSPSGLK |  | SPRVSQGRKP |  | RDPESLLFLR |  | CCLGSEPHNL |  | SSLLSPEAGQ |
| EPLPKLLPQP |  | LAGHAAWGIH |  | GVPTSLLLAG |  | ECWGQGMAVP |  | ADPPPASPYR |
| TSPRPPPGPL |  | PRYRPQQHLL |  | LPLGRLHALC |  | PGCPLQQSLQ |  | FERGTLSAPR |
| LWSWMKLETI |  | ILSKLSQGQK |  | TKHRMFSLIS |  | ES         |  |            |

A: Аланін

C: Цистеїн

D: Аспарагінова кислота

E: Глутамінова кислота

F: Фенілаланін

G: Гліцин

H: Гістидин

I: Ізолейцин

K: Лізин

L: Лейцин

M: Метіонін

N: Аспарагін

P: Пролін

Q: Глутамін

R: Аргінін

S: Серин

T: Треонін

V: Валін

W: Триптофан